# Laddersprinkhaan
De laddersprinkhaan (Stauroderus scalaris) is een rechtvleugelig insect uit de familie veldsprinkhanen (Acrididae). De wetenschappelijke naam van deze soort is voor het eerst geldig gepubliceerd in 1846 door Fischer von Waldheim.
De laddersprinkhaan leeft van gras.
De soort komt voor van Zuid-Spanje, over Zuid-Frankrijk, de Alpen, de Apennijnen, de Balkan, Anatolië, Zuid-Rusland tot Siberië. De soort leeft in middelhoog gras in warme en droge weiden. Het volwassen insect komt voor van juni tot oktober.
De soort gaat in zijn verspreidingsgebied achteruit door bemesting van weiden en intensievere landbouw en ook door herbebossing van graslanden.